# Vîșneve, Rozdilna
Vîșneve (în ucraineană Вишневе) este un sat în comuna Țebrîkove din raionul Rozdilna, regiunea Odesa, Ucraina. Anterior a purtat denumirea Kirove.

## Demografie
Componența lingvistică a localității Kirove
     Ucraineană (91,47%)
     Română (5,27%)
     Rusă (2,79%)
     Alte limbi (0,31%)
Conform recensământului din 2001, majoritatea populației localității Kirove era vorbitoare de ucraineană (91,47%), existând în minoritate și vorbitori de română (5,27%) și rusă (2,79%).